# Black Summer
Black Summer  – amerykański internetowy serial (fantastyka postapokaliptyczna, dramat) wyprodukowany przez The Asylum, którego twórcami są  Karl Schaefer i John Hyams.
Wszystkie 8 odcinków pierwszej serii zostało udostępnionych 11 kwietnia 2019 roku na platformie Netflix.

## Fabuła
Serial opowiada o Rosie, która szuka córki podczas apokalipsy zombie.

## Obsada

### Główna
- Jaime King jako Rose
- Justin Chu Cary jako Julius James
- Christine Lee jako Ooh „Sun” Kyungsun
- Sal Velez Jr. jako William Velez
- Kelsey Flower jako Lance

### Role drugoplanowe
- Gwynyth Walsh jako Barbara Watson
- Mustafa Alabssi jako Ryan
- Nyren B. Evelyn jako Earl
- Erika Hau jako Carmen
- Edsson Morales jako Manny
- Aidan Fink jako Leader at School
- Kash Hill jako The Boy at School
- Stafford Perry jako Phil
- Nathaniel Arcand jako Governale
- Tom Carey jako Bronk
- Ty Olsson jako Patrick
- Zoe Marlett jako Anna

## Lista odcinków

### Sezon 1 (2019)
| № | # | Tytuł                       | Reżyseria  | Scenariusz                | Premiera (Netflix) | Premiera w Polsce (Netflix Polska) |
| --- | - | --------------------------- | ---------- | ------------------------- | ------------------ | ---------------------------------- |
| 1 | 1 | Ludzka rzeka Human Flow     | John Hyams | Karl Schaefer, John Hyams | 11 kwietnia 2019   | 11 kwietnia 2019                   |
| Na początku apokalipsy zombie żołnierze ewakuują ludzi z przedmieść na stadion. Rose, jej mąż Patrick i córka Anna próbują się ewakuować, ale tylko Anna wsiada do ciężarówki, zanim na Patricku znajdują ranę. On i inna ocalała, Sun, zostają odwróceni. Ciężarówki odjeżdżają z Anną, a Patrick później przemienia się. Umundurowany żołnierz noszący imię Spears strzela do zombie Patricka, ratując Rose. Ryan, głuchy człowiek, próbuje pomóc umierającej kobiecie, ale zostaje odciągnięty przez Sun. Barbara, kobieta jadąca na stadion, zostaje wyrzucona ze swojej furgonetki przez mężczyznę o imieniu Ben, dopóki nie interweniuje inny mężczyzna o imieniu William. Tymczasem umierająca kobieta ożywa i zaczyna atakować ludzi. Atakuje i zjada mężczyznę, powodując ucieczkę jego partnera Lance'a. Okazuje się, że Spears zabił i ukradł ubrania prawdziwego Spears'a, żołnierza wyznaczonego do pilnowania go. Bohaterowie docierają do rządowego punktu kontrolnego, który zostaje opanowany przez cywilów, a Sun i Ryan zostają rozdzieleni. Sun przebija się przez punkt kontrolny i ucieka przez tłum, który wkrótce potem przełamuje punkt kontrolny. Uciekając, Sun dociera do furgonetki, gdzie ona i William wsiadają do furgonetki z Barbarą i odjeżdżają. Inni uchodźcy podążają za furgonetką, zostawiając Rose, Spears'a, Lance'a i Ryana. |   |                             |            |                           |                    |                                    |
| 2 | 2 | Podróż Drive                | John Hyams | John Hyams                | 11 kwietnia 2019   | 11 kwietnia 2019                   |
| Sun, Barbara i William próbują udać się na stadion, ale napotykają opór zarówno żywych, jak i umarłych. Przedostają się, ale w końcu są ścigani przez furgonetkę, która ich zdaniem potrzebuje paliwa. Po tym, jak ciężarówka próbuje zepchnąć ich z drogi, oba pojazdy uderzają w zatrzymaną naczepę, zabijając Barbarę i kierowcę pick-upa, którzy ożywają jako zombie. Pozostali przy życiu mieszkańcy uciekają ze swoich pojazdów i uciekają do opuszczonego baru, ścigani przez zombifikowaną Barbarę i kierowcę pick-upa. Tymczasem Rose, Spears, Lance i Ryan idą w kierunku stadionu, obserwując po drodze losy innych ocalałych. |   |                             |            |                           |                    |                                    |
| 3 | 3 | Letnia szkoła Summer School | Abram Cox  | Abram Cox                 | 11 kwietnia 2019   | 11 kwietnia 2019                   |
| Rose, Spears, Ryan i Lance znajdują opuszczoną szkołę. Earl, człowiek wędrujący na zewnątrz, nie powstrzymuje ich przed wejściem. Następnego ranka Spears chce wyjść, ale pozostali chcą pomóc dziecku biegającemu w szkole. Jedna po drugiej grupa zostaje rozdzielona, a Ryan zostaje schwytany przez gang chłopców, którzy byli ukryci w szkole. Spears znajduje Rose i konfrontują się z chłopcami, którzy mają Ryana. Ryan zostaje zastrzelony i przemienia się, podążając za Rose i Spears'em. Chłopcy, którzy zabili Ryana, oglądali jak chce ich zabić. Zostają uratowani przez Earla i uciekają, pozostawiając Lance'a. |   |                             |            |                           |                    |                                    |
| 4 | 4 | W pojedynkę Alone           | Abram Cox  | Abram Cox                 | 11 kwietnia 2019   | 11 kwietnia 2019                   |
| Lance budzi się po tym, jak został znokautowany i przechodzi przez szkołę. Nie mogąc znaleźć swoich towarzyszy, wydostaje się na zewnątrz schodami przeciwpożarowymi na dachu, ale rani się podczas ostatniego skoku na ziemię. Widząc, jak ucieka, nastoletni chłopcy wykonują egzekucję więźnia z dachu i pozwalają mu się przemienić. Zombie ściga Lance'a przez strefę biznesową, w tym sklep spożywczy i bibliotekę publiczną. Pewien mężczyzna pomaga Lance'owi, zabijając zombie, lecz zostaje ugryziony podczas walki. Lance dziękuje mężczyźnie, zanim go zabije, aby się nie przemienił. William i Sun są uwięzieni w barze z pasażerami pick-upa. |   |                             |            |                           |                    |                                    |
| 5 | 5 | Bar Diner                   | John Hyams | John Hyams                | 11 kwietnia 2019   | 11 kwietnia 2019                   |
| William, Sun, Carmen, Manny i Phil zostają uwięzieni w barze, podczas gdy zombifikowani Barbara i Marvin, kierowca pick-upa, okrążają budynek. Carmen i Manny mówią Sun, że wiedzą o placówce z dostępem do broni, która może im pomóc przedostać się przez centrum na stadion. Pierwszy plan Phila i Williama na ucieczkę za pomocą odwrócenia uwagi przez Sun, podczas gdy pozostała czwórka atakuje dwa zombie, kończy się niepowodzeniem i sprawia, że są bardziej poruszeni niż wcześniej, zmuszając wszystkich do powrotu. Phil staje się zdesperowany i zwołuje spotkanie tylko z Carmen i Mannym, stawiając Williamowi nowe ultimatum: poświęcić Sun zombie, aby reszta mogła uciec. William broni Sun i przekonuje innych, że Phil ukrywa ugryzienie na jego ramieniu. Wszyscy zwracają się przeciwko Philowi i bezlitośnie go biją. Spacerując z Earlem i Spears, Rose ma halucynacje, w których widzi swoją córkę. Trio przybywa do baru i widzi dwa zombie. Gdy Spears przygotowuje się do wyładowania swoich dwóch ostatnich kul, William wyciąga ciężko pobitego Phila, który jest otoczony przez zombie. Spears strzela do Barbary. Earl, Spears, Sun, Carmen i Manny zabijają zombifikowanego Marvina, podczas gdy William wykańcza Phila, aby zapobiec ożywieniu. Grupa wyrusza na poszukiwanie broni.                                                 |   |                             |            |                           |                    |                                    |
| 6 | 6 | Skok Heist                  | Abram Cox  | Abram Cox                 | 11 kwietnia 2019   | 11 kwietnia 2019                   |
| Dwóch żołnierzy obserwuje grupę przybywającą do kryjówki. Strażnik zatrzymuje Rose, Manny'ego i Carmen. Rose zostaje oddzielona od grupy i pozostawiona w tym samym pokoju, co obezwładniony Lance, gdzie ostatecznie zostaje zaatakowana przez strażnika. Jednocześnie Manny i Carmen obezwładniają strażnika i wpuszczają resztę grupy do środka, gdzie znajdują zapas broni palnej. Sun i Manny przedostają się do systemu kanałów wentylacyjnych. William wyłącza prąd, a Carmen dźga innego strażnika w szyję, aby zmienić go w zombie. Strażnik przemienia się i zaczyna atakować mieszkańców. Manny zostaje zabity przez zabłąkane kule, przemienia się i goni Sun. Spears ratuje Sun przez kanały powietrzne. Kiedy zasilanie gaśnie, Rose korzysta z okazji, aby uciec z Lance'em. Na zewnątrz spotykają się z Earlem. |   |                             |            |                           |                    |                                    |
| 7 | 7 | Tunel The Tunnel            | John Hyams | Daniel Schaefer           | 11 kwietnia 2019   | 11 kwietnia 2019                   |
| Pośród chaosu grupa ponownie się łączy. Gdy są otoczeni przez zombie, dwaj żołnierze zabijają zombie i proponują poprowadzenie ocalałych na stadion. William ujawnia, że doznał kontuzji nogi i jest zmuszony utykać. Zatrzymują się na noc w sali. W nocy żołnierze wyprowadzają Spears'a przez tunel. Rose śledzi i poznaje prawdziwą tożsamość Spears'a. Po odkryciu prawdziwych motywów żołnierzy i poznaniu zapotrzebowania grupy na ich broń, zabija ich i ratuje Spears'a, który zostaje z grupą. Rano uzbrajają się i wychodzą. Earl spotyka swojego psa i opuszcza grupę bez słowa. |   |                             |            |                           |                    |                                    |
| 8 | 8 | Stadion The Stadium         | John Hyams | John Hyams                | 11 kwietnia 2019   | 11 kwietnia 2019                   |
| Grupa wraz z innymi ocalałymi przybywa na obrzeża stadionu. Zombie idą za nimi i rozpoczyna się strzelanina. Carmen ginie w strzelaninie i przemienia się. Podczas chaosu Rose i William zostają oddzieleni od grupy, zgromadzenie zostaje zbombardowane, gdy ocaleni próbują odeprzeć napastników. Lance zostaje oddzielony od Sun i Spears'a i ucieka przed sforą zombie. Pozostali ponownie się spotykają, a Rose zabija Williama, na jego prośbę, z powodu kontuzji nogi, która uniemożliwia mu chodzenie. Wchodząc na pusty stadion z Sun i Spears'em, Rose widzi swoją córkę, która biegnie w jej kierunku. |   |                             |            |                           |                    |                                    |

## Produkcja
19 lipca 2018 roku platforma Netflix ogłosiła zamówienie pierwszego sezon serialu.
20 listopada 2019 roku platforma Netflix ogłosiła przedłużenie serialu o drugi sezon.